# 15053 Bochníček
(15053) Bochníček, denumire internațională (15053) Bochnicek, este un asteroid din centura principală de asteroizi.

## Descriere
15053 Bochníček este un asteroid din centura principală de asteroizi. A fost descoperit pe 17 decembrie 1998 la Observatorul din Ondřejov de Petr Pravec și U. Babiakova. Asteroidul prezintă o orbită caracterizată de o semiaxă mare de 2,23 ua, o excentricitate de 0,04 și o înclinație de 3,2° în raport cu ecliptica.